# Vincenzo Spagnolo
Vincenzo Rosario Spagnolo (Crotone, 7 novembre 1971) è un giornalista e scrittore italiano.

## Biografia
Dal 1999 è autore per il quotidiano Avvenire di servizi, interviste e inchieste di prima pagina. Dal 2000 al 2011 si occupa di cronaca giudiziaria, interni e sicurezza, per l'emittente televisiva TV2000, per la quale segue inoltre l'attività legislativa delle Camere, delle commissioni, del governo, come cronista parlamentare accreditato presso l'Associazione stampa parlamentare. Dal 2012 fa parte della redazione politica di Avvenire. Giornalista investigativo, è autore di reportage e inchieste sull'immigrazione straniera e sulla tratta di esseri umani, sul terrorismo, sulla 'ndrangheta e cosa nostra, sul Meridione, il lavoro nero, il narcotraffico internazionale e altri temi.

## Premi e riconoscimenti
- I suoi approfondimenti sui "ragazzi che uccidono" (dal delitto di Novi Ligure) hanno ricevuto nel 2003 il premio nazionale dell'Unione nazionale cronisti italiani.[8]
- Per le inchieste sugli sprechi nel Meridione, è stato premiato con riconoscimenti nazionali.[9]
- Nel 2024 ha ricevuto il premio "Digital news" della Fondazione Aidr, assegnato a "giornalisti, comunicatori e manager del settore public affairs che si sono distinti per creatività, innovazione e pragmatismo".[10]
- Alle sue inchieste sulla condizione degli emigranti italiani in Venezuela è stata attribuita una menzione, consegnatagli dal presidente della Federazione nazionale della stampa italiana, Roberto Natale.[11]
- Segnalazione della giuria del Premio letterario "Giuseppe Giusti" edizione 2010, patrocinato dalla Presidenza della Repubblica, per il saggio Cocaina S.p.A.[12]
- Menzione speciale al Premio nazionale di giornalismo in memoria del direttore del quotidiano La Stampa, "Gaetano Scardocchia", edizione 2007, Campobasso (Assostampa Molise, Fnsi).[13]
- Vincitore della XIII Edizione del Premio Giornalistico Nazionale “Natale Ucsi" 2006 con gli articoli “Viji, clandestino col passaporto nuovo di zecca”, “Sudafrica, 50 anni dopo. Ruth e Gertrude, le donne- coraggio che per prime sfidarono l’apartheid”, “Bambini da marciapiede comprati per 5 euro”. Servizi coi quali, si legge nella motivazione "ha trasferito nella professione i valori della promozione umana maturati in un percorso di personale impegno nel volontariato, in modo semplice e non retorico". [14]
- Segnalazione della giuria, Premio nazionale di giornalismo "Guido Carletti", 2004, Pescara[senza fonte].
- Riconoscimento speciale Premio nazionale "Cronista dell'anno", 2003, Roma (Federazione nazionale della stampa italiana, Ordine dei giornalisti, Unione nazionale cronisti italiani). Motivazione, letta al Quirinale alla presenza del Presidente della Repubblica Carlo Azeglio Ciampi: «Per l'attenzione al recupero dei giovani criminali o vittime dello sfruttamento degli adulti».[15]
- Premio di giornalismo "Pericle d'oro", in memoria di Gino Gullace, Bovalino, anno 2003. [16]
- Premio di giornalismo per il Mezzogiorno d'Italia "Francesco Bruno", 2002 (patrocinato dall'Ordine giornalisti Campania), secondo classificato.[17]

## Opere
- Intervista sul merito, da pag. 112 a pag. 116 in Valorizzare merito e competenze, di Annatonia Margiotta, Edizioni dal Sud Sera, 2025, 120 pagine, ISBN  978-8875533939 in
- Le Roi Michel. Le football c'est moi, racconto sul calciatore Michel Platini, da pag. 141 a pag. 144 in La magica maglia. Elogio dei grandi numeri dieci, di Giuseppe Sirio Esposito, Edizioni della Sera, 2016, 194 pagine, ISBN 978-88-97139-80-5 in  Archiviato il 25 aprile 2016 in Internet Archive.
- Atlante delle dipendenze, autori vari, a cura di Leopoldo Grosso e Francesca Rascazzo, Edizioni Gruppo Abele, 2014, 528 pagine, ISBN 978-88-6579-076-2 in  Archiviato il 18 marzo 2014 in Internet Archive.
- Dizionario enciclopedico di mafie e antimafia, autori vari, a cura di Manuela Mareso e Livio Pepino, Edizioni Gruppo Abele, 2013, 536 pagine, ISBN 978-88-6579-053-3 in  Archiviato il 1º giugno 2013 in Internet Archive.
- Un istante prima, insieme al magistrato Stefano Dambruoso, Arnoldo Mondadori Editore, 2011, 216 pagine, ISBN 978-88-0461-292-6 in
- Cocaina S.p.A., Luigi Pellegrini Editore, 2010, 488 pagine, ISBN 978-88-8101-558-0 in
- Under the Bolivarian spell in "Nomos & Khaos: the 2008 Nomisma report on economic-strategic horizons", ed. Nomisma, Roma 2009 ISBN 978-88-6140-068-9, pag. 309-322 in [collegamento interrotto]

## Citazioni in altre opere
Il lavoro di Spagnolo come giornalista investigativo viene menzionato in diverse opere di altri autori contemporanei. Inoltre, alcuni vocaboli da lui adoperati in articoli vengono citati dall'enciclopedia Treccani e dall'Osservatorio neologico della lingua italiana del Consiglio nazionale delle ricerche, nell'ambito degli studi su neologismi e termini compositi introdotti dal giornalismo.
- Numerose citazioni dell'autore e del lavoro d'inchiesta compiuto nel saggio Cocaina S.p.A. nel rapporto "Financing of organised crime", studio realizzato dal Center for Study of Democracy insieme alle università di Trento e Teeside, all'Agenzia per la sicurezza nazionale della Bulgaria, alla Polizia di Stato della Lettonia e all'Istituto nazionale francese di studi avanzati in sicurezza e giustizia, consultabile su
- Numerose citazioni del libro sul terrorismo internazionale Un istante prima in un saggio sul jihadismo italiano del professor Lorenzo Vidino, pubblicato nel 2018 dall'Ispi e scaricabile da
- Citazione del saggio sul narcotraffico internazionale Cocaina S.p.A. nell'editoriale de La Stampa, scritto dal professor Federico Varese, docente di criminologia ad Oxford, che lo annovera fra le "inchieste fondamentali" su mafie e stupefacenti, consultabile su
- Citazione nel saggio sul narcotraffico "Oro bianco", scritto dal magistrato Nicola Gratteri e dal giornalista Antonio Nicaso, che definiscono Cocaina S.p.A. "un libro molto documentato", consultabile su
- Diverse citazioni, in qualità di "giornalista investigativo", nel saggio "Economia canaglia" di Loretta Napoleoni, pubblicato in molti Paesi e consultabile su
- Citazione nel vocabolario dell'enciclopedia Treccani in relazione al neologismo "ius culturae", consultabile su
- Numerose citazioni, in riferimento a forme neologistiche derivanti dalla cronaca giudiziaria come "omissare" o "giustizia-spettacolo", nell'Osservatorio neologico della lingua italiana del Consiglio nazionale delle ricerche, visionabile su